# Дискографија групе Metallica
Амерички хеви метал бенд Металика објавио је десет студијских албума, четири албума уживо, три ЕПа, тридесет и девет синглова, десет видео албума, четрдесет и један спот, један саундтрек албум, један колоборативни албум и три бокс сета.
Бенд је основан 1981. године у Сан Франциску од стране Ларса Улрхива и Џејмса Хетфилда. Бенд је прво свирао локално у свом граду, када је објавио свој први демо снимак  No Life 'til Leather 1982. године, након чега је бенд потписао уговор са издавачком кућом  Megaforce Records. Први студијски албум Kill 'em All бенд је објавио 25. јула 1983. године, а наредне године 27. јула издали су албум Ride the Lightning, након чега су потписали уговор са издавачком кућом Elektra Records.
Трећи студијски албум под називом Master of Puppets, бенд је објавио 3. марта 1986. године и то је био први албум бенда коме је уручен златни сертификат од стране Америчког удружења дискографских кућа. Године 1988. бенд је објавио албум ...And Justice for All, који се нашао на шестом месту америчке листе Билборд 200, а продат је у 5.330.000 примерака у Сједињеним Државама до 25. маја 1991. године.
Пети студијски албум под називом Металика (познат и као The Black Album), објављен је 12. августа 1991. године и дебитовао је на првом месту листе Билборд 200. Бенд је након тога започео двогодишњу турнеју и промовисао албум, а након тога албуму је додељено шестнаест платинумских сертификата од стране Америчког удружења дискографских кућа. Уследили су албуми Load (1996) и Reload (1997). Албум St. Anger објављен је 5. јуна 2003. године и продат је у 2 милиона примерака у Сједињеним Државама. Након паузе од пет година у издавању албума, Металика је објавила албум Death Magnetic, 12. септембра 2008. године. Овај албум био је уједно и први у коме је учествовао басиста Роберт Трухиљо и први албум чији је продуцент Рик Рубин.
Године 2013. бенд је објавио филм Metallica: Through the Never, као и саундтрек албум за филм. Десети студијски албум Hardwired... to Self-Destruct објављен је 18. новембра 2016. године. Металика је новембра 2016. године продала више од 125 милиона албума широм света.

## Албуми

### Студијски албуми
| Назив | Детаљи                                                                          | Позиција | Позиција | Позиција | Позиција | Позиција | Позиција | Позиција | Позиција | Позиција | Позиција | Број проданих примерака            | Сертификати |
| Назив | Детаљи                                                                          | САД      | АУС      | КАН      | ФИН      | НЕМ      | НОР      | НЗ       | ШВЕ      | ШВА      | УК       | Број проданих примерака            | Сертификати |
| --- | ------------------------------------------------------------------------------- | -------- | -------- | -------- | -------- | -------- | -------- | -------- | -------- | -------- | -------- | ---------------------------------- | --- |
| Kill 'Em All                                                                                                  | - Датум објављивања: 25. јул 1983. - Label: Megaforce Records                   | 66       | 55       | —        | 12       | 58       | —        | —        | 28       | 65       | 142      |                                    | - RIAA: 3× Платина - ARIA: Платина - BPI: Златно - MC: Платина |
| Ride the Lightning                                                                                            | - Датум објављивања: 27. јул 1984. - Label: Megaforce                           | 48       | 38       | —        | 9        | 47       | 40       | 32       | 22       | 78       | 87       | - САД: 4,334,000                   | - RIAA: 6× Платина - ARIA: Платина - BPI: Златно - MC: Платина |
| Master of Puppets                                                                                             | - Датум објављивања: 3. март 1986. - Label: Elektra Records                     | 29       | 33       | 52       | 7        | 12       | 30       | 33       | 14       | 18       | 41       | - САД: 4,578,000 - ФИН: 57,647     | - RIAA: 6× Платина - ARIA: Платина - BPI: Платина - IFPI ФИН: Платина - MC: 6× Платина - RMNZ: Платина |
| ...And Justice for All                                                                                        | - Датум објављивања: 25. август 1988. - Издавачка кућа: Elektra                 | 6        | 16       | 13       | 8        | 3        | 8        | 36       | 5        | 7        | 4        | - сад: 5,330,000 - ФИН: 51,051     | - RIAA: 8× Платина - ARIA: 2× Платина - BPI: Златно - BVMI: Златно - IFPI ФИН: Платина - IFPI НОР: Платина - IFPI ШВА: Платина - MC: 3× Платина - RMNZ: Платина                                                           |
| Metallica | - Датум објављивања: 12. август 1991. - Издавачка кућа: Elektra                 | 1        | 1        | 1        | 4        | 1        | 1        | 1        | 4        | 1        | 1        | - САД: 16,830,000 - ФИН: 112,856   | - RIAA: 16× Платина (Дијамантски) - ARIA: 12× Платина - BPI: 2× Платина - BVMI: Платина - IFPI ФИН: 3× Платина - IFPI НОР: 4× Платина - IFPI ШВЕ: 4× Платина - IFPI ШВА: 4× Платина - MC: Дијамантски - RMNZ: 12× Платина |
| Load | - Датум објављивања: 4. јун 1996. - Издавачка кућа: Elektra                     | 1        | 1        | 1        | 1        | 1        | 1        | 1        | 1        | 1        | 1        | - САД: 5,088,000 - ФИН: 64,384     | - RIAA: 5× Платина - BPI: Златно - BVMI: Платина - IFPI ФИН: Платина - IFPI НОР: Платина - IFPI ШВЕ: Платина - MC: 4× Платина                                                                                             |
| Reload | - Датум објављивања: 18. новембар 1997. - Издавачка кућа: Elektra               | 1        | 2        | 2        | 1        | 1        | 1        | 1        | 1        | 1        | 4        | - САД: 4,036,000 - ФИН: 45,271     | - RIAA: 3× Платина - ARIA: 2× Платина - BPI: Златно - BVMI: Платина - IFPI ФИН: Платина - IFPI ШВЕ: Платина - IFPI ШВА: Платина - MC: 2× Платина                                                                          |
| St. Anger | - Датум објављивања: 5. јун 2003. - Издавачка кућа: Elektra                     | 1        | 1        | 1        | 1        | 1        | 1        | 1        | 1        | 2        | 3        | - САД: 2,000,000 - ФИН: 35,725     | - RIAA: 2× Платина - ARIA: 2× Платина - BPI: Златно - BVMI: 2× Платина - IFPI ФИН: Платина - IFPI НОР: Платина - IFPI ШВЕ: Платина - IFPI ШВА: Платина - MC: 2× Платина - RMNZ: 2× Платина                                |
| Death Magnetic                                                                                                | - Датум објављивања: 12. септембар 2008. - Издавачка кућа: Warner Bros. Records | 1        | 1        | 1        | 1        | 1        | 1        | 1        | 1        | 1        | 1        | - САД: 1,853,000 - ФИН: 79,415     | - RIAA: 2× Платина - ARIA: 3× Платина - BPI: Платина - BVMI: 3× Платина - IFPI ФИН: 3× Платина - IFPI ШВЕ: 3× Платина - IFPI ШВА: Платина - MC: 4× Платина - RMNZ: Платина                                                |
| Hardwired... to Self-Destruct                                                                                 | - Датум објављивања: 18. новембар 2016. - Издавачка кућа: Blackened             | 1        | 1        | 1        | 1        | 1        | 1        | 1        | 1        | 1        | 2        | - САД: 1,004,000 - Свет: 4,000,000 | - RIAA: Платина - ARIA: Златно - BPI: Злато - BVMI: 2× Платина - MC: 3× Платина - RMNZ: Златно |
| "—" означава издање које или није дебитовало на тој топ-листи или није дебитовало у/на тој држави/територији. |                                                                                 |          |          |          |          |          |          |          |          |          |          |                                    | |

### Уживо албуми
| Назив | Детаљи                                                                      | Позиција | Позиција | Позиција | Позиција | Позиција | Позиција | Позиција | Позиција | Позиција | Позиција | Број проданих примерака | Сертификат |
| Назив | Детаљи                                                                      | САД      | АУС      | КАН      | ФИН      | НЕМ      | НОР      | НЗ       | ШВЕ      | ШВА      | УК       | Број проданих примерака | Сертификат |
| --- | --------------------------------------------------------------------------- | -------- | -------- | -------- | -------- | -------- | -------- | -------- | -------- | -------- | -------- | ----------------------- | --- |
| Live Shit: Binge & Purge                                                                                      | - Датум објављивања: 23. новембар 1993. - Издавачка кућа: Elektra           | 26       | 18       | 40       | —        | 68       | 32       | —        | —        | —        | 54       |                         | |
| S&M (San Francisco Symphony и Металика)                                                                       | - Датум објављивања: 23. новембар 1999. - Издавачка кућа: Elektra           | 2        | 1        | 4        | 2        | 1        | 1        | 11       | 1        | 4        | 33       | - ФИН: 22,831           | - RIAA: 6× Платина - ARIA: Платина - BPI: Платина - BVMI: Платина - IFPI ФИН: Златно - IFPI ШВЕ: Платина - IFPI ШВА: 2× Платина - MC: 3× Платина - RMNZ: 2× Платина |
| Orgullo, Pasión, y Gloria: Tres Noches en la Ciudad de México                                                 | - Датум објављивања: 30. новембар 2009. - Издавачка кућа: Universal Records | —        | —        | —        | —        | —        | —        | —        | —        | —        | —        |                         | |
| The Big Four: Live from Sofia, Bulgaria (Слејер, Мегадет и Антракс)                                           | - Датум објављивања: 2. новембар 2010. - Издавачка кућа: Warner Bros.       | —        | 71       | —        | 31       | 59       | —        | —        | —        | 63       | —        |                         | |
| "—" означава издање које или није дебитовало на тој топ-листи или није дебитовало у/на тој држави/територији. |                                                                             |          |          |          |          |          |          |          |          |          |          |                         | |

### Кавер албуми
| Назив | Детаљи                                                            | Позиција | Позиција | Позиција | Позиција | Позиција | Позиција | Позиција | Позиција | Позиција | Позиција | Број проданих примерака | Сертификат |
| Назив | Детаљи                                                            | САД      | АУС      | КАН      | ФИН      | НЕМ      | НОР      | НЗ       | ШВЕ      | ШВА      | УК       | Број проданих примерака | Сертификат |
| --- | ----------------------------------------------------------------- | -------- | -------- | -------- | -------- | -------- | -------- | -------- | -------- | -------- | -------- | ----------------------- | --- |
| Garage Inc.                                                                                                   | - Датум објављивања: 24. новембар 1998. - Издавачка кућа: Elektra | 2        | 2        | 3        | 1        | 1        | 1        | 3        | 1        | 10       | 29       | - ФИН: 27,446           | - RIAA: 5× Платина - ARIA: Платина - BPI: Златно - BVMI: Златно - IFPI ФИН: Златно - IFPI НОР: Златно - IFPI ШВЕ: Платина - IFPI ШВА: Златно - RMNZ: Платина |
| "—" означава издање које или није дебитовало на тој топ-листи или није дебитовало у/на тој држави/територији. |                                                                   |          |          |          |          |          |          |          |          |          |          |                         | |

### Колоборативни албуми
| Назив                      | Детаљи                                                                | Позиција | Позиција | Позиција | Позиција | Позиција | Позиција | Позиција | Позиција | Позиција | Позиција | Број проданих примерака |
| Назив                      | Детаљи                                                                | САД      | АУС      | АУС 40   | КАН      | ФИН      | НЕМ      | НЗ       | ШВЕ      | ШВА      | УК       | Број проданих примерака |
| -------------------------- | --------------------------------------------------------------------- | -------- | -------- | -------- | -------- | -------- | -------- | -------- | -------- | -------- | -------- | ----------------------- |
| Lulu (Lou Reed и Металика) | - Датум објављивања: 1. новембар 2011. - Издавачка кућа: Warner Bros. | 36       | 33       | 25       | 16       | 6        | 11       | 12       | 9        | 14       | 26       | - САД: 16,000           |

### Саундтрек албуми
| Назив                        | Детаљи                                                               | Позиција | Позиција | Позиција | Позиција | Позиција | Позиција | Позиција | Позиција | Позиција | Позиција |
| Назив                        | Детаљи                                                               | САД      | АУС      | АУС 40   | КАН      | ФИН      | НЕМ      | НЗ       | ШВЕ      | ШВА      | УК       |
| ---------------------------- | -------------------------------------------------------------------- | -------- | -------- | -------- | -------- | -------- | -------- | -------- | -------- | -------- | -------- |
| Metallica: Through the Never | - Датум објављивања: 24. септембар 2013. - Издавачка кућа: Blackened | 9        | 16       | 4        | 9        | 11       | 6        | 11       | 30       | 16       | 36       |

## Епови
| Назив | Детаљи                                                                 | Позиција | Позиција | Позиција | Позиција | Позиција | Позиција | Позиција | Позиција | Позиција | Позиција | Сертификат                                      |
| Назив | Детаљи                                                                 | САД      | АУС      | АУС 40   | КАН      | ФИН      | НЕМ      | НЗ       | ШПА      | ШВА      | УК       | Сертификат                                      |
| --- | ---------------------------------------------------------------------- | -------- | -------- | -------- | -------- | -------- | -------- | -------- | -------- | -------- | -------- | ----------------------------------------------- |
| The $5.98 E.P. / $9.98 CD: Garage Days Re-Revisited                                                           | - Датум објављивања: 21. август 1987. - Издавачка кућа: Elektra        | 18       | 69       | 16       | 17       | —        | 10       | —        | 12       | 62       | 27       | - RIAA: Платина - MC: Златно - IFPI ФИН: Златно |
| Live at Grimey's                                                                                              | - Датум објављивања: 26. новембар 2010. - Издавачка кућа: Universal    | —        | —        | —        | —        | —        | —        | —        | —        | —        | —        |                                                 |
| Beyond Magnetic                                                                                               | - Датум објављивања: 13. децембар 2011. - Издавачка кућа: Warner Bros. | 29       | 19       | 30       | 15       | 2        | 22       | 22       | 25       | —        | —        |                                                 |
| "—" означава издање које или није дебитовало на тој топ-листи или није дебитовало у/на тој држави/територији. |                                                                        |          |          |          |          |          |          |          |          |          |          |                                                 |

## Бокс сетови
| Назив | Детаљи                                                                  | Позиција | Позиција | Позиција | Позиција | Позиција | Позиција | Позиција | Позиција | Позиција | Позиција | Сертификат |
| Назив | Детаљи                                                                  | САД      | АУС      | КАН      | ФИН      | НЕМ      | НОР      | НЗ       | ШВЕ      | ШВА      | УК       | Сертификат |
| --- | ----------------------------------------------------------------------- | -------- | -------- | -------- | -------- | -------- | -------- | -------- | -------- | -------- | -------- | ---------- |
| The Good, the Bad & the Live                                                                                  | - Датум објављивања: 7. мај 1990. - Издавачка кућа: Vertigo Records     | —        | —        | —        | —        | —        | —        | —        | —        | —        | 56       |            |
| Limited-Edition Vinyl Box Set                                                                                 | - Датум објављивања: 23. новембар 2004. - Издавачка кућа: Rhino Records | —        | —        | —        | —        | —        | —        | —        | —        | —        | —        |            |
| The Metallica Collection                                                                                      | - Датум објављивања: 14. април 2009. - Издавачка кућа: Warner Bros.     | —        | —        | —        | —        | —        | —        | —        | —        | —        | —        |            |
| "—" означава издање које или није дебитовало на тој топ-листи или није дебитовало у/на тој држави/територији. |                                                                         |          |          |          |          |          |          |          |          |          |          |            |

## Синглови
| Назив | Година | Позиција | Позиција | Позиција | Позиција | Позиција | Позиција | Позиција | Позиција | Позиција | Позиција | Сертификат                                                                      | Албум                         |
| Назив | Година | САД      | САД рок  | АУС      | НЕМ      | ХОЛ      | НОР      | НЗ       | ШВЕ      | ШВА      | УК       | Сертификат                                                                      | Албум                         |
| --- | ------ | -------- | -------- | -------- | -------- | -------- | -------- | -------- | -------- | -------- | -------- | ------------------------------------------------------------------------------- | ----------------------------- |
| "Whiplash" | 1983   | —        | —        | —        | —        | —        | —        | —        | —        | —        | —        |                                                                                 | Kill 'Em All                  |
| "Jump in the Fire"                                                                                            | 1984   | —        | —        | —        | —        | —        | —        | 30       | —        | —        | —        |                                                                                 | Kill 'Em All                  |
| "Creeping Death"                                                                                              | 1984   | —        | —        | —        | —        | —        | —        | —        | —        | —        | —        |                                                                                 | Ride the Lightning            |
| "Master of Puppets"                                                                                           | 1986   | —        | —        | —        | —        | —        | —        | —        | —        | —        | —        | - RIAA: Златно                                                                  | Master of Puppets             |
| "Harvester of Sorrow"                                                                                         | 1988   | —        | —        | 100      | —        | —        | —        | 30       | —        | —        | 20       |                                                                                 | ...And Justice for All        |
| "Eye of the Beholder"                                                                                         | 1988   | —        | —        | —        | —        | —        | —        | —        | —        | —        | —        |                                                                                 | ...And Justice for All        |
| "One" | 1989   | 35       | 46       | 5        | 31       | 3        | 4        | 13       | 3        | 22       | 13       | - RIAA: Златно - ARIA: Златно                                                   | ...And Justice for All        |
| "Enter Sandman"                                                                                               | 1991   | 16       | 10       | 10       | 9        | 10       | 2        | 8        | 14       | 11       | 5        | - RIAA: Платина - ARIA: Златно - BPI: Зланто - BVMI: Златно                     | Metallica                     |
| "The Unforgiven"                                                                                              | 1991   | 35       | 10       | 10       | 47       | 25       | —        | 24       | 32       | —        | 15       | - RIAA: Златно - ARIA: Златно                                                   | Metallica                     |
| "Nothing Else Matters"                                                                                        | 1992   | 34       | 11       | 8        | 9        | 4        | 3        | 11       | 12       | 5        | 6        | - RIAA: Златно - ARIA: Златно - BPI: Сребрно - BVMI: Платина - IFPI ШВЕ: Златно | Metallica                     |
| "Wherever I May Roam"                                                                                         | 1992   | 82       | 25       | 14       | 30       | 22       | 2        | 8        | 28       | —        | 25       |                                                                                 | Metallica                     |
| "Sad but True"                                                                                                | 1993   | 98       | 15       | 48       | 42       | 10       | 5        | 42       | 31       | —        | 20       |                                                                                 | Metallica                     |
| "Until It Sleeps"                                                                                             | 1996   | 10       | 1        | 1        | 15       | 5        | 2        | 11       | 1        | 22       | 5        | - RIAA: Златно - ARIA: Златно - IFPI НОР: Златно - IFPI ШВЕ: Златно             | Load                          |
| "Hero of the Day"                                                                                             | 1996   | 60       | 1        | 2        | 39       | 25       | 8        | 21       | 10       | —        | 17       | - ARIA: Златно                                                                  | Load                          |
| "Mama Said"                                                                                                   | 1996   | —        | —        | 24       | —        | 58       | 13       | —        | 24       | —        | 19       |                                                                                 | Load                          |
| "King Nothing"                                                                                                | 1997   | 90       | 6        | —        | —        | —        | —        | —        | —        | —        | —        |                                                                                 | Load                          |
| "The Memory Remains"                                                                                          | 1997   | 28       | 3        | 6        | 20       | 15       | 3        | 23       | 4        | 30       | 13       | - ARIA: Златно                                                                  | Reload                        |
| "The Unforgiven II"                                                                                           | 1998   | 59       | 2        | 9        | 23       | 16       | 8        | 22       | 8        | —        | 15       | - ARIA: Златно                                                                  | Reload                        |
| "Fuel" | 1998   | —        | 6        | 2        | 57       | 53       | —        | 35       | 49       | —        | 31       | - ARIA: Златно                                                                  | Reload                        |
| "Turn the Page"                                                                                               | 1998   | 102      | 1        | 11       | 23       | 42       | 11       | 22       | 13       | —        | —        | - ARIA: Златно - IFPI ШВЕ: Златно                                               | Garage Inc.                   |
| "Whiskey in the Jar"                                                                                          | 1999   | 124      | 4        | 14       | 23       | 47       | 4        | 41       | 15       | 55       | 29       | - IFPI НОР: Златно - IFPI ШВЕ: Златно                                           | Garage Inc.                   |
| "Die, Die My Darling"                                                                                         | 1999   | —        | 26       | 82       | —        | —        | —        | —        | —        | —        | —        |                                                                                 | Garage Inc.                   |
| "Nothing Else Matters '9]" (San Francisco Symphony и Металика)                                                | 1999   | —        | —        | 28       | 2        | 3        | —        | —        | —        | 4        | —        |                                                                                 | S&M                           |
| "No Leaf Clover" (San Francisco Symphony и Металика)                                                          | 1999   | 74       | 1        | 41       | 40       | 41       | 9        | —        | 50       | 99       | —        |                                                                                 | S&M                           |
| "I Disappear"                                                                                                 | 2000   | 76       | 1        | —        | 14       | 36       | 8        | —        | 25       | 20       | 35       |                                                                                 | Mission: Impossible 2         |
| "St. Anger"                                                                                                   | 2003   | 107      | 2        | 15       | 15       | 12       | 6        | 38       | 9        | 28       | 9        | - ARIA: Златно                                                                  | St. Anger                     |
| "Frantic" | 2003   | —        | 21       | 22       | 21       | 22       | 5        | 23       | 13       | 57       | 16       |                                                                                 | St. Anger                     |
| "The Unnamed Feeling"                                                                                         | 2004   | —        | 28       | 23       | 24       | 20       | 10       | —        | 37       | 47       | 42       |                                                                                 | St. Anger                     |
| "Some Kind of Monster"                                                                                        | 2004   | —        | 19       | —        | 65       | —        | —        | —        | —        | —        | —        |                                                                                 | St. Anger                     |
| "The Day That Never Comes"                                                                                    | 2008   | 31       | 1        | 18       | —        | 20       | 1        | 14       | 3        | 32       | 19       | - RIAA: Златно                                                                  | Death Magnetic                |
| "My Apocalypse"                                                                                               | 2008   | 67       | 38       | 38       | —        | 33       | 9        | —        | 15       | —        | 51       |                                                                                 | Death Magnetic                |
| "Cyanide" | 2008   | 50       | 1        | 48       | —        | —        | 15       | —        | 14       | —        | 48       |                                                                                 | Death Magnetic                |
| "The Judas Kiss"                                                                                              | 2008   | 112      | —        | —        | —        | —        | 13       | —        | 44       | —        | 79       |                                                                                 | Death Magnetic                |
| "All Nightmare Long"                                                                                          | 2008   | —        | 9        | 90       | 15       | 7        | —        | —        | 44       | —        | —        |                                                                                 | Death Magnetic                |
| "Broken, Beat & Scarred"                                                                                      | 2009   | —        | 15       | 75       | 35       | 25       | —        | —        | —        | —        | —        |                                                                                 | Death Magnetic                |
| "The View" (Lou Reed и Металика)                                                                              | 2011   | —        | —        | —        | —        | —        | —        | —        | —        | —        | —        |                                                                                 | Lulu                          |
| "Lords of Summer"                                                                                             | 2014   | —        | —        | —        | —        | —        | —        | —        | —        | —        | —        |                                                                                 | Hardwired... to Self-Destruct |
| "Hardwired"                                                                                                   | 2016   | 119      | 1        | 70       | —        | —        | —        | 47       | 72       | —        | 186      |                                                                                 | Hardwired... to Self-Destruct |
| "Moth into Flame"                                                                                             | 2016   | —        | 5        | —        | —        | —        | —        | —        | 91       | —        | —        |                                                                                 | Hardwired... to Self-Destruct |
| "Atlas, Rise!"                                                                                                | 2016   | —        | 1        | —        | 100      | —        | —        | —        | 87       | —        | —        |                                                                                 | Hardwired... to Self-Destruct |
| "Now That We're Dead"                                                                                         | 2017   | —        | 2        | —        | —        | —        | —        | —        | 69       | —        | —        |                                                                                 | Hardwired... to Self-Destruct |
| "Spit Out the Bone"                                                                                           | 2017   | —        | 4        | —        | —        | —        | —        | —        | —        | —        | —        |                                                                                 | Hardwired... to Self-Destruct |
| "—" означава издање које или није дебитовало на тој топ-листи или није дебитовало у/на тој држави/територији. |        |          |          |          |          |          |          |          |          |          |          |                                                                                 |                               |

## Промотивни синглови
| Назив | Година | Позиција      | Позиција | Сертификат     | Албум                       |
| Назив | Година | САД Main. рок | ШВЕ      | Сертификат     | Албум                       |
| --- | ------ | ------------- | -------- | -------------- | --------------------------- |
| "Fade to Black"                                                                                               | 1984   | —             | 100      | - RIAA: Златно | Ride the Lightning          |
| "For Whom the Bell Tolls"                                                                                     | 1984   | —             | —        | - RIAA: Златно | Ride the Lightning          |
| "...And Justice for All"                                                                                      | 1989   | —             | —        |                | ...And Justice for All      |
| "Stone Cold Crazy"                                                                                            | 1990   | —             | —        |                | Elektra's 40th Anniversary  |
| "Don't Tread on Me"                                                                                           | 1991   | —             | —        |                | Metallica                   |
| "Ain't My Bitch"                                                                                              | 1996   | 15            | —        |                | Load                        |
| "Bleeding Me"                                                                                                 | 1997   | 6             | —        |                | Load                        |
| "Better than You"                                                                                             | 1998   | 7             | —        |                | Reload                      |
| "The Ecstasy of Gold"                                                                                         | 2007   | 21            | —        |                | We All Love Ennio Morricone |
| "The End of the Line"                                                                                         | 2009   | —             | —        |                | Death Magnetic              |
| "—" означава издање које или није дебитовало на тој топ-листи или није дебитовало у/на тој држави/територији. |        |               |          |                |                             |

## Остале песме
| "Remember Tomorrow"                                                                                           | 2008 | —   | —  | 32 | —  | —  | —  | —  | —  | —  | —   | Maiden Heaven: A Tribute to Iron Maiden              |
| "That Was Just Your Life"                                                                                     | 2008 | —   | —  | —  | —  | —  | —  | 16 | —  | —  | —   | Death Magnetic                                       |
| "The Unforgiven III"                                                                                          | 2008 | 114 | —  | —  | 41 | —  | 16 | 8  | 34 | 12 | 120 | Death Magnetic                                       |
| "Hate Train"                                                                                                  | 2012 | —   | —  | —  | —  | 30 | —  | —  | —  | —  | —   | Beyond Magnetic                                      |
| "When a Blind Man Cries"                                                                                      | 2012 | —   | 22 | —  | —  | —  | —  | —  | —  | —  | —   | Re-Machined: A Tribute to Deep Purple's Machine Head |
| "—" означава издање које или није дебитовало на тој топ-листи или није дебитовало у/на тој држави/територији. |      |     |    |    |    |    |    |    |    |    |     |                                                      |

## Остали пројекти
| Година | Песма                                         | Албум                                                |
| ------ | --------------------------------------------- | ---------------------------------------------------- |
| 1982   | "Hit the Lights"                              | Metal Massacre, Vol. 1                               |
| 1990   | "Stone Cold Crazy"                            | Rubáiyát: Elektra's 40th Anniversary                 |
| 2000   | "I Disappear"                                 | Mission: Impossible 2                                |
| 2002   | "We Did It Again" (Џа Рул и Металика)         | Swizz Beatz Presents G.H.E.T.T.O. Stories            |
| 2003   | "53rd & 3rd"                                  | We're a Happy Family: A Tribute to Ramones           |
| 2007   | "The Ecstasy of Gold"                         | We All Love Ennio Morricone                          |
| 2008   | "Remember Tomorrow"                           | Maiden Heaven: A Tribute to Iron Maiden              |
| 2010   | "You Really Got Me" (Реј Дејвис и Металика]]) | See My Friends                                       |
| 2012   | "When a Blind Man Cries"                      | Re-Machined: A Tribute To Deep Purple's Machine Head |
| 2014   | "Ronnie Rising Medley"                        | Ronnie James Dio – This is Your Life                 |

## Видео

### Видео албуми
| Cliff 'Em All                                                                                                 | - Датум објављивања: 28. новоембар 1987. - Издавачка кућа: Elektra    | 20 | — | 7 | — | —  | — | — | —                           | - RIAA: 4× Платина                                                                                                |
| 2 of One | - Датум објављивања: 20. јун 1989. - Издавачка кућа: Elektra          | 31 | — | — | — | —  | — | — | —                           | - RIAA: Платина                                                                                                   |
| A Year and a Half in the Life of Metallica                                                                    | - Датум објављивања: 17. новембар 1992. - Издавачка кућа: Elektra     | 26 | — | — | — | —  | — | — | —                           | - RIAA: 3× Платина                                                                                                |
| Cunning Stunts                                                                                                | - Датум објављивања: 8. новембар 1998. - Издавачка кућа: Elektra      | 3  | 1 | — | 1 | —  | — | — | - ФИН: 6,376 - ПОЛ: 5,000+  | - RIAA: 3× Платина - BPI: 2× Платина - IFPI FIN: Златно - RMNZ: Платина - ZPAV: Златно                            |
| S&M (San Francisco Symphony и Металика)                                                                       | - Датум објављивања: 23. новембар 1999. - Издавачка кућа: Elektra     | 12 | 1 | — | 4 | —  | — | — | —                           | - RIAA: 6× Платина - ARIA: 7× Платина - MC: 3× Платина                                                            |
| The Videos 1989–2004                                                                                          | - Датум објављивања: 5. децембар 2006. - Издавачка кућа: Warner Bros. | 4  | 1 | — | 4 | 34 | 1 | — | - ФИН: 16,033 - ПОЛ: 5,000+ | - ARIA: 7× Платина - BPI: Платина - BVMI: Платина - IFPI ФИН: Платина - MC: Златно - RMNZ: Платина - ZPAV: Златно |
| Français Pour une Nuit                                                                                        | - Датум објављивања: 23. новембар 2009. - Издавачка кућа: Universal   | —  | 2 | — | 2 | —  | — | 9 |                             | - ARIA: Златно |
| Orgullo, Pasión, y Gloria: Tres Noches en la Ciudad de México                                                 | - Датум објављивања: 30. новембар 2009. - Издавачка кућа: Universal   | —  | — | — | 2 | —  | — | — | —                           | — |
| The Big Four: Live from Sofia, Bulgaria (Слејер, Megadeth и Антракс и Металика)                               | - Датум објављивања: 1. новембар 2010. - Издавачка кућа: Universal    | 1  | 1 | — | 1 | 4  | 1 | 1 | - ПОЛ: 30,000+              | - RIAA: 2× Платина - ARIA: 2× Платина - BVMI: Златно - RMNZ: Златно - ZPAV: 3× Платина                            |
| Quebec Magnetic                                                                                               | - Released: December 10, 2012 - Издавачка кућа: Blackened             | 3  | 3 | — | 1 | 29 | — | 9 | - ПОЛ: 10,000+              | - ARIA: Платина - ZPAV: Платина                                                                                   |
| "—" означава издање које или није дебитовало на тој топ-листи или није дебитовало у/на тој држави/територији. |                                                                       |    |   |   |   |    |   |   |                             | |

### Спотови
| Назив                                      | Година | Режисер(и)                     |
| ------------------------------------------ | ------ | ------------------------------ |
| "One"                                      | 1989   | Бил Папа, Мајкл Саломон        |
| "Enter Sandman"                            | 1991   | Вејн Ишам                      |
| "The Unforgiven"                           | 1991   | Мет Мехурин                    |
| "Nothing Else Matters"                     | 1992   | Адам Дубин                     |
| "Wherever I May Roam"                      | 1992   | Вејн Ишам                      |
| "Sad but True"                             | 1992   | Вејн Ишам                      |
| "Fade to Black"                            | 1993   | Вејн Ишам                      |
| "Until It Sleeps"                          | 1996   | Самјуел Бајер                  |
| "Hero of the Day"                          | 1996   | Антон Кобрин                   |
| "Mama Said"                                | 1996   | Антон Кобрин                   |
| "King Nothing"                             | 1997   | Мет Махурин                    |
| "The Memory Remains"                       | 1997   | Пол Андерсен                   |
| "The Unforgiven II"                        | 1998   | Мет Махурин                    |
| "Fuel"                                     | 1998   | Вејн Ишам                      |
| "Turn the Page"                            | 1998   | Јонас Окерлунд                 |
| "Whiskey in the Jar"                       | 1999   | Јонас Окерлунд                 |
| "Die, Die My Darling"                      | 1999   | Joe Friday                     |
| "No Leaf Clover"                           | 1999   | Вејн Ишам                      |
| "I Disappear"                              | 2000   | Вејн Ишам                      |
| "St. Anger"                                | 2003   | The Malloys                    |
| "Frantic"                                  | 2003   | Wayne Isham                    |
| "The Unnamed Feeling"                      | 2004   | The Malloys                    |
| "Some Kind of Monster"                     | 2004   | Брус Синофски                  |
| "Iron Man"                                 | 2006   | Џоел Гален, Тим Кетл           |
| "The Day That Never Comes"                 | 2008   | Питер Хјорс, Томас Винтернберг |
| "All Nightmare Long"                       | 2008   | Roboshobo                      |
| "Broken, Beat & Scarred"                   | 2009   | Вејн Ишам                      |
| "Master of Puppets"                        | 2013   | Нимрод Антал                   |
| "Hardwired"                                | 2016   | Колин Шејн Хејкс               |
| "Moth Into Flame"                          | 2016   | Том Кирк                       |
| "Atlas, Rise!"                             | 2016   | Кларк Еди                      |
| "Dream No More"                            | 2016   | Том Кирк                       |
| "Confusion"                                | 2016   | Клер Мари Вогел                |
| "ManUNkind"                                | 2016   | Јонас Окерлунд                 |
| "Now That We're Dead"                      | 2016   | Herring & Herring              |
| "Here Comes Revenge"                       | 2016   | Џесика Коп                     |
| "Am I Savage?"                             | 2016   | Herring & Herring              |
| "Halo On Fire"                             | 2016   | Herring & Herring              |
| "Murder One"                               | 2016   | Роберт Вали                    |
| "Spit Out The Bone"                        | 2016   | Фил Муци                       |
| "Lords Of Summer"                          | 2016   | Брет Муреј                     |
| "Now That We're Dead" (second music video) | 2017   | Брет Муреј                     |

## Рефернеце
1. ↑  Christe, Ian (2003). Sound of the Beast: The Complete Headbanging History of Rock Music. HarperCollins. стр. 83. ISBN 978-0-380-81127-4.
2. ↑  „Metallica timeline Fall, 1984 – March 27, 1986”. MTV. Архивирано из оригинала 06. 10. 2014. г. Приступљено 1. 4. 2008.
3. 1 2 3 4 5 6 7 8 9 10 11 12 13 14 15 16 17 18 19 20 21 22 23 24 25 26 27 28  „American certifications – Metallica”. Recording Industry Association of America. Приступљено 8. 11. 2018.
4. 1 2  „Metallica – Artist chart history”. metallica. Billboard charts. Приступљено 30. 3. 2008.
5. ↑  „Metallica timeline December 1995 – June 27, 1996”. MTV.com. Архивирано из оригинала 13. 04. 2013. г. Приступљено 5. 12. 2007.
6. ↑  Pratt, Greg (20. 4. 2009). „Metallica Release Digital Box Set on iTunes”. Exclaim!. Архивирано из оригинала 7. 10. 2012. г. Приступљено 20. 4. 2009.
7. ↑  McRanor, Graeme (3. 12. 2008). „Metallica rocks, of course”. 24 Hours. Sun Media Corporation. Архивирано из оригинала 12. 04. 2009. г. Приступљено 21. 3. 2009.
8. ↑  Grein, Paul (4. 6. 2014). „Chart Watch: Mariah…The Disappointed Chanteuse”. Yahoo! Music. Приступљено 4. 6. 2014.
9. 1 2 3 4 5 6 7  „Metallica – Chart History: Billboard 200”. Billboard. Приступљено 24. 4. 2018.
10. 1 2 3 4 5 6 7 8 9  Peak chart positions in Australia:
  - Top 100 (Kent Music Report) peaks to June 19, 1988: Kent, David (1993). Australian Chart Book 1970–1992 (Illustrated изд.). St. Ives, N.S.W.: Australian Chart Book. стр. 199. ISBN 978-0-646-11917-5. N.B. The Kent Report chart was licensed by Australian Recording Industry Association between mid 1983 and June 19, 1988.
  - Top 50 (ARIA Charts) peaks from June 26, 1988: „Discography Metallica”. australian-charts.com. Hung Medien. Приступљено 4. 8. 2013.
  - "Harvester of Sorrow" (ARIA Chart) peak: „Chartifacts – Week Ending: 25 August 1991 (from The ARIA Report Issue No. 83)”. imgur.com. Приступљено 21. 4. 2016.
  - Top 100 (ARIA Chart) peaks from January 1990 to December 2010: Ryan, Gavin (2011). Australia's Music Charts 1988–2010. Mt. Martha, VIC, Australia: Moonlight Publishing.
  - Monster Kind of Sum (ARIA Chart) peak: „The ARIA Report: Issue 759 (Week Commencing 13 September 2004)” (PDF). Australian Recording Industry Association. стр. 2. Приступљено 20. 8. 2013.
  - "A Long Nightmare " (ARIA Chart) peak: „The ARIA Report: Issue 987 (Week Commencing 26 January 2009)” (PDF). Australian Recording Industry Association. стр. 2. Приступљено 10. 11. 2013.
  - "Nekorb, Teab & Sacred" (ARIA Chart) peak: „The ARIA Report: Issue 1004 (Week Commencing 25 May 2009)” (PDF). Australian Recording Industry Association. стр. 2. Приступљено 10. 11. 2013.
  - The Big Four: Live from Sofia, Bulgaria (ARIA Chart) peak: „The ARIA Report: Issue 1081 (Week Commencing 15 November 2010)” (PDF). Australian Recording Industry Association. стр. 2. Приступљено 4. 8. 2013.
  - "Hardwired": „CHART WATCH #383”. auspOp. 27. 8. 2016. Архивирано из оригинала 13. 02. 2019. г. Приступљено 27. 8. 2016.
11. 1 2 3 4 5 6 7  Peak chart positions for albums in Canada:
  - All except Puppets Masters, ...And Justice for All People Except Donald Trump, Metallica, Load, Live Shit: Binge & Purge and The $5.98 E.P.: Garage Days Re-Revisited: „Metallica – Chart History: Canadian Albums”. Billboard. Приступљено 25. 4. 2018.
  - Master of Puppets: „Top Albums/CDs”. RPM. 10. 5. 1986. Архивирано из оригинала 19. 6. 2015. г. Приступљено 4. 8. 2013.
  - ...And Justice for All: „Top Albums/CDs”. RPM. 15. 10. 1988. Архивирано из оригинала 8. 12. 2015. г. Приступљено 4. 8. 2013.
  - Metallica: „Top Albums/CDs”. RPM. 28. 9. 1991. Архивирано из оригинала 18. 5. 2015. г. Приступљено 4. 8. 2013.
  - Load: „Top Albums/CDs”. RPM. 17. 6. 1996. Архивирано из оригинала 11. 11. 2012. г. Приступљено 4. 8. 2013.
  - Live Shit: Binge & Purge: „Top Albums/CDs”. RPM. 11. 12. 1993. Архивирано из оригинала 11. 11. 2012. г. Приступљено 4. 8. 2013.
  - The $5.98 E.P.: Garage Days Re-Revisited: „Top Albums/CDs”. RPM. 31. 10. 1987. Архивирано из оригинала 11. 11. 2012. г. Приступљено 4. 8. 2013.
12. 1 2 3 4 5 6 7 8  „Discography Metallica”. finnishcharts.com. Hung Medien. Приступљено 4. 8. 2013.
13. 1 2 3 4 5 6 7 8  „Metallica (Album)”. charts.de (на језику: German). Media Control Charts. Приступљено 4. 8. 2013.
14. 1 2 3 4 5 6  „Discography Metallica”. norwegiancharts.com. Hung Medien. Приступљено 4. 8. 2013.
15. 1 2 3 4 5 6 7 8  „Discography Metallica”. charts.org.nz. Hung Medien. Архивирано из оригинала 08. 03. 2012. г. Приступљено 4. 8. 2013.
16. 1 2 3 4 5 6 7 8  „Discography Metallica”. swedishcharts.com. Hung Medien. Приступљено 4. 8. 2013.
17. 1 2 3 4 5 6 7 8 9 10  „Metallica” (select "Charts" tab). swisscharts.com. Hung Medien. Приступљено 4. 8. 2013.
18. 1 2 3 4 5 6 7  Peak chart positions for albums in the United Kingdom:
  - All except Kill 'Em All: „Metallica” (select "Albums" tab). Official Charts Company. Приступљено 4. 8. 2013.
  - Kill 'Em All: Zywietz, Tobias. „Chart Log UK: M – My Vitriol”. zobbel.de. Tobias Zywietz. Приступљено 4. 8. 2013.
19. 1 2  Whitburn, Joel (2001). Top Pop Albums 1955–2001. Menomonee Falls, Wisconsin: Record Research Inc. ISBN 978-0-89820-147-5.
20. 1 2 3 4 5 6 7  „The ARIA Report: Issue 969 (Week Commencing 22 September 2008)” (PDF). Australian Recording Industry Association. стр. 2—5. Приступљено 20. 8. 2013.
21. 1 2 3 4 5 6 7 8 9 10 11 12 13 14 15 16  „Certified Awards”. British Phonographic Industry. Архивирано из оригинала (enter "Metallica" into the "Keywords" box, then select "Search") 01. 08. 2017. г. Приступљено 4. 8. 2013.
22. 1 2 3 4 5 6 7 8 9 10 11 12 13 14  „Canadian  certifications – Metallica”. Music Canada. Приступљено 23. 11. 2016.
23. 1 2 3 4 5  „Metallica's 'Black' LP Is Top-Selling Album Of SoundScan Era”. Blabbermouth.net. 23. 12. 2009. Приступљено 1. 8. 2014.
24. 1 2 3 4 5 6 7 8 9 10 11 12 13 14 15 16 17 18 19 20 21 22 23  „Metallica”. Musiikkituottajat – IFPI Finland. Приступљено 4. 8. 2013.
25. 1 2 3 4  „NZ Top 40 Albums Chart – 27 September 2010”. Recorded Music NZ. Архивирано из оригинала 05. 06. 2019. г. Приступљено 4. 8. 2013.
26. 1 2 3 4 5 6 7 8 9 10 11 12 13  „Gold-/Platin-Datenbank: Metallica” (на језику: German). Bundesverband Musikindustrie. Приступљено 4. 8. 2013.
27. 1 2 3 4 5 6  „Trofeer”. International Federation of the Phonographic Industry Norway. Архивирано из оригинала 5. 11. 2012. г. Приступљено 4. 8. 2013.
28. 1 2 3 4 5 6 7  „The Official Swiss Charts and Music Community: Awards (Metallica)”. swisscharts.com. Hung Medien. Приступљено 4. 8. 2013.
29. ↑  Caulfield, Keith (20. 9. 2018). „Metallica's 'Black Album' Hits Historic 500th Week on Billboard 200 Chart”. Billboard. Prometheus Global Media. Приступљено 19. 10. 2018.
30. ↑  „ARIA Charts – Accreditations – 2015 Albums”. Australian Recording Industry Association. Приступљено 5. 3. 2016.
31. ↑  „Troféoversikt – Metallica” (на језику: Norwegian). International Federation of the Phonographic Industry Norway. Архивирано из оригинала 02. 12. 2016. г. Приступљено 4. 8. 2013.
32. 1 2 3 4  „(Guld & Platina) ÅR 1987–1998” [(Gold & Platinum) Year 1987–1998] (PDF) (на језику: Swedish). International Federation of the Phonographic Industry. Архивирано из оригинала (PDF) 21. 5. 2012. г. Приступљено 29. 5. 2013.
33. ↑  Grein, Paul (16. 5. 2012). „Chart Watch Extra: Following Up A Monster”. Yahoo! Music. Yahoo!. Приступљено 4. 8. 2013.
34. 1 2  „ARIA Charts – Accreditations – 1998 Albums”. Australian Recording Industry Association. Приступљено 4. 8. 2013.
35. ↑  Armstrong, Chuck (5. 6. 2013). „10 Reasons Not to be Mad at 'St. Anger'”. Loudwire. Приступљено 7. 8. 2014.
36. ↑  „ARIA Charts – Accreditations – 2003 Albums”. Australian Recording Industry Association. Приступљено 4. 8. 2013.
37. ↑  „(Guld & Platina) ÅR 2003” [(Gold & Platinum) Year 2003] (PDF) (на језику: Swedish). International Federation of the Phonographic Industry. Приступљено 4. 8. 2013.
38. ↑  „Top 50 Albums Chart: Chart #1363 (Sunday 22 June 2003)”. Recorded Music NZ. Архивирано из оригинала 25. 5. 2013. г. Приступљено 4. 8. 2013.
39. ↑  „ARIA Charts – Accreditations – 2008 Albums”. Australian Recording Industry Association. Приступљено 4. 8. 2013.
40. ↑  „(Guld & Platina) ÅR 2008” [(Gold & Platinum) Year 2008] (PDF) (на језику: Swedish). International Federation of the Phonographic Industry. Архивирано из оригинала (PDF) 24. 9. 2015. г. Приступљено 4. 8. 2013.
41. ↑  „Metallica's 'Hardwired' Hits 1 Million Sold in the U.S.”.
42. ↑  Cantor, Brian. „Metallica's "Hardwired ... To Self-Destruct" Debuted With Over 800,000”. Headline Planet.
43. ↑  Gold & Platinum - RIAA
44. ↑  „ARIA Australian Top 50 Albums”. Australian Recording Industry Association. 5. 12. 2016. Приступљено 3. 12. 2016.
45. ↑  „New Zealand album certifications – Metallica – Hardwired... to Self-Destruct”. Recorded Music NZ. Приступљено 25. 11. 2016.
46. ↑  „ARIA Charts – Accreditations – 1999 Albums”. Australian Recording Industry Association. Приступљено 4. 8. 2013.
47. 1 2 3  „(Guld & Platina) ÅR 1999” [(Gold & Platinum) Year 1999] (PDF) (на језику: Swedish). International Federation of the Phonographic Industry. Приступљено 4. 8. 2013.
48. ↑  „Latest Gold / Platinum Albums”. RadioScope. Архивирано из оригинала 24. 7. 2011. г. Приступљено 4. 8. 2013.
49. 1 2  „(Guld & Platina) ÅR 2000” [(Gold & Platinum) Year 2000] (PDF) (на језику: Swedish). International Federation of the Phonographic Industry. Архивирано из оригинала (PDF) 24. 9. 2015. г. Приступљено 4. 8. 2013.
50. ↑  „Top 50 Albums Chart: Chart #1141 (Sunday 10 January 1999)”. Recorded Music NZ. Архивирано из оригинала 13. 11. 2013. г. Приступљено 4. 8. 2013.
51. 1 2 3 4  „Discographie Metallica”. austriancharts.at (на језику: German). Hung Medien. Приступљено 4. 8. 2013.
52. ↑  „LOU REED And METALLICA's 'Lulu' Drops Off U.S. Top 200 Album Chart”. Blabbermouth. 16. 11. 2011. Приступљено 7. 8. 2014.
53. ↑  „Search for: Metallica”. spanishcharts.com. Hung Medien. Приступљено 4. 8. 2013.
54. ↑  „Top 100 Albumes – Semana 16: del 13.4.2018 al 19.4.2018” (на језику: Spanish). Productores de Música de España. Приступљено 25. 4. 2018.
55. ↑  „Metallica – Chart History: Hot 100”. Billboard. metallica. Prometheus Global Media. Приступљено 17. 8. 2013.
56. 1 2 3  „Metallica – Chart History: Mainstream Rock Tracks”. Billboard. metallica. Prometheus Global Media. Архивирано из оригинала 10. 11. 2013. г. Приступљено 17. 8. 2013.
57. ↑  „Metallica (Single)”. charts.de (на језику: German). Media Control Charts. Приступљено 17. 8. 2013.
58. ↑  „Discografie Metallica”. dutchcharts.nl (на језику: Dutch). Hung Medien. Приступљено 17. 8. 2013.
59. ↑  Peak chart positions for singles in the United Kingdom:
  - All except "The Judas Kiss": „Metallica” (select "Singles" tab). Official Charts Company. Приступљено 17. 8. 2013.
  - "The Judas Kiss": Zywietz, Tobias. „Chart Log UK: M – My Vitriol”. zobbel.de. Tobias Zywietz. Приступљено 17. 8. 2013.
  - "Hardwired": „CHART: CLUK Update 27.08.2016 (wk34)”. Zobbel.de. Приступљено 2. 9. 2016.
60. ↑  „Whiplash – Metallica”. AllMusic. Rovi Corporation. Приступљено 25. 8. 2013.
61. ↑  Creeping Death (track listing). Metallica. Music for Nations. 1984. 12 KUT 112.
62. ↑  Master of Puppets (track listing). Metallica. Elektra Records. 1986. ED 5139.
63. ↑  Eye of the Beholder (track listing). Metallica. Elektra Records. 1988. 7-69357.
64. ↑  „The ARIA Report: Issue 966 (Week Commencing 1 September 2008)” (PDF). Australian Recording Industry Association. стр. 4. Приступљено 20. 8. 2013.
65. 1 2  Ryan, Gavin (2011). Australia's Music Charts 1988–2010. Mt. Martha, VIC, Australia: Moonlight Publishing.
66. ↑  „ARIA Charts – Accreditations – 1997 Singles”. Australian Recording Industry Association. Приступљено 17. 8. 2013.
67. 1 2 3  „ARIA Charts – Accreditations – 1998 Singles”. Australian Recording Industry Association. Приступљено 17. 8. 2013.
68. 1 2 3 4 5  „Metallica – Chart History: Bubbling Under Hot 100”. Billboard. metallica. Prometheus Global Media. Архивирано из оригинала 10. 11. 2013. г. Приступљено 18. 8. 2013.
69. ↑  „ARIA Charts – Accreditations – 2003 Singles”. Australian Recording Industry Association. Приступљено 17. 8. 2013.
70. ↑  „The View – Single by Lou Reed & Metallica”. iTunes Store. Apple Inc. Архивирано из оригинала 5. 12. 2011. г. Приступљено 17. 8. 2013.
71. ↑  „NZ Heatseekers Singles Chart”. Recorded Music NZ. 29. 8. 2016. Архивирано из оригинала 28. 08. 2016. г. Приступљено 26. 8. 2016.
72. ↑  For Whom the Bell Tolls (track listing). Metallica. Elektra Records. 1984. ED 5026.
73. ↑  ...And Justice for All (track listing). Metallica. Elektra Records. 1989. ED 5396.
74. ↑  Stone Cold Crazy (track listing). Metallica. Elektra Records. 1990. PRCD 8224-2.
75. ↑  Don't Tread on Me (track listing). Metallica. Elektra Records. 1991. PRCD 8728-2.
76. ↑  „The End of the Line – Metallica”. AllMusic. Rovi Corporation. Приступљено 25. 8. 2013.
77. ↑  „Metallica – Chart History: Heritage Rock”. Billboard. metallica. Prometheus Global Media. Приступљено 17. 8. 2013.
78. ↑  Zywietz, Tobias. „Chart Log UK: M – My Vitriol”. zobbel.de. Tobias Zywietz. Приступљено 17. 8. 2013.
79. ↑  „Hit the Lights”. Allmusic. Macrovision. Приступљено 21. 3. 2009.
80. ↑  „Stone Cold Crazy”. Allmusic. Macrovision. Приступљено 21. 3. 2009.
81. ↑  „I Disappear”. Allmusic. Macrovision. Приступљено 21. 3. 2009.
82. ↑  „We Did It Again”. Allmusic. Macrovision. Приступљено 21. 3. 2009.
83. ↑  „53rd & 3rd”. Allmusic. Macrovision. Приступљено 21. 3. 2009.
84. ↑  Peak chart positions for video albums on the Top Music Video chart in the United States:
  - Cliff 'Em All: „Music Video Sales: January 9, 1988”. Billboard. Prometheus Global Media. Архивирано из оригинала (requires registration) 09. 11. 2018. г. Приступљено 5. 8. 2013.
  - 2 of One: „Top Music Videos”. Billboard. Nielsen Business Media. 93 (23). 15. 7. 1989. ISSN 0006-2510.
  - A Year and a Half in the Life of Metallica: „Music Video Sales: December 5, 1992”. Billboard. Prometheus Global Media. Архивирано из оригинала (requires registration) 09. 11. 2018. г. Приступљено 5. 8. 2013.
  - Cunning Stunts: „Music Video Sales: December 26, 1998”. Billboard. Prometheus Global Media. Архивирано из оригинала (requires registration) 09. 11. 2018. г. Приступљено 5. 8. 2013.
  - S&M: „Top Music Videos”. Billboard. Nielsen Business Media. 112 (53): 71. 30. 12. 2000. ISSN 0006-2510. Приступљено 5. 8. 2013.
  - The Videos 1989–2004: „Top Music Videos”. Billboard. Nielsen Business Media. 119 (2): 57. 13. 1. 2007. ISSN 0006-2510. Приступљено 5. 8. 2013.
  - The Big Four: Live from Sofia, Bulgaria: „Top Music Video Sales”. Billboard. Nielsen Business Media. 122 (39): 44. 13. 1. 2007. ISSN 0006-2510. Приступљено 7. 11. 2013.
  - Quebec Magnetic: „Music Video Sales: January 5, 2013”. Billboard. Prometheus Global Media. Архивирано из оригинала (requires registration) 09. 11. 2018. г. Приступљено 5. 8. 2013.
85. ↑  Peak chart positions for video albums in Australia:
  - Cunning Stunts and S&M: „The ARIA Report: Issue 567 (Week Commencing 8 January 2001)” (PDF). Australian Recording Industry Association. стр. 17. Архивирано из оригинала (PDF) 21. 02. 2002. г. Приступљено 7. 8. 2013.
  - The Videos 1989–2004: „The ARIA Report: Issue 890 (Week Commencing 26 March 2007)” (PDF). Australian Recording Industry Association. стр. 23. Приступљено 7. 8. 2013.
  - Français Pour une Nuit: „The ARIA Report: Issue 1049 (Week Commencing 24 May 2010)” (PDF). Australian Recording Industry Association. стр. 23. Приступљено 20. 8. 2013.
  - The Big Four: Live from Sofia, Bulgaria: „The ARIA Report: Issue 1080 (Week Commencing 8 November 2010)” (PDF). Australian Recording Industry Association. стр. 23. Приступљено 7. 8. 2013.
  - Quebec Magnetic: „The ARIA Report: Issue 1190 (Week Commencing 17 December 2012)” (PDF). Australian Recording Industry Association. стр. 24. Приступљено 7. 8. 2013.
86. ↑  „Top Albums/CDs”. RPM. Walt Grealis. 22. 9. 1990. Архивирано из оригинала 9. 11. 2013. г. Приступљено 7. 11. 2013.
87. ↑  Peak chart positions for video albums in Finland:
  - All except The Big Four: Live from Sofia, Bulgaria: „Suomen virallinen lista – Artistit: Metallica” (на језику: Finnish). Musiikkituottajat – IFPI Finland. Архивирано из оригинала (select individual albums for chart information) 20. 10. 2013. г. Приступљено 7. 8. 2013.
  - The Big Four: Live from Sofia, Bulgaria: „Metallica/Slayer/Megadeth/Anthrax: The Big Four – Live From Sonisphere” (на језику: Finnish). Musiikkituottajat – IFPI Finland. Архивирано из оригинала 15. 01. 2014. г. Приступљено 7. 8. 2013.
88. ↑  Peak chart positions for video albums on the Music DVDs chart in New Zealand:
  - The Videos 1989–2004: „Top 10 Music DVDs Chart: Chart #1546 (Monday 8 January 2007)”. Recorded Music NZ. Архивирано из оригинала 12. 11. 2013. г. Приступљено 12. 11. 2013.
  - The Big Four: Live from Sofia, Bulgaria: „Top 10 Music DVDs Chart: Chart #1746 (Monday 8 November 2010)”. Recorded Music NZ. Архивирано из оригинала 12. 11. 2013. г. Приступљено 12. 11. 2013.
89. ↑  Peak chart positions for video albums on the Music Video chart in the United Kingdom:
  - Français Pour une Nuit: „2010-01-23 Top 40 Music Video Archive”. Official Charts Company. Архивирано из оригинала 21. 5. 2014. г. Приступљено 7. 8. 2013.
  - The Big Four: Live from Sofia, Bulgaria: „2010-11-13 Top 40 Music Video Archive”. Official Charts Company. Архивирано из оригинала 21. 5. 2014. г. Приступљено 7. 8. 2013.
  - Quebec Magnetic: „2012-12-22 Top 40 Music Video Archive”. Official Charts Company. Архивирано из оригинала 21. 5. 2014. г. Приступљено 7. 8. 2013.
90. 1 2 3 4  „ZPAV: regulamin”. www.zpav.pl. Архивирано из оригинала 14. 7. 2014. г. Приступљено 7. 8. 2013.
91. 1 2  „Latest Gold / Platinum DVDs”. RadioScope. Архивирано из оригинала 28. 7. 2011. г. Приступљено 12. 11. 2013.
92. 1 2  „ZPAV: złote DVD”. www.zpav.pl. Архивирано из оригинала 21. 9. 2013. г. Приступљено 7. 8. 2013.
93. 1 2 3  „ARIA Charts – Accreditations – 2010 DVDs”. Australian Recording Industry Association. Приступљено 5. 8. 2013.
94. 1 2  „ARIA Charts – Accreditations – 2013 DVDs”. Australian Recording Industry Association. Приступљено 7. 5. 2014.
95. ↑  „Top 10 Music DVDs Chart: Chart #1585 (Monday 8 October 2007)”. Recorded Music NZ. Архивирано из оригинала 12. 11. 2013. г. Приступљено 12. 11. 2013.
96. 1 2  „ZPAV: platynowe DVD”. www.zpav.pl. Архивирано из оригинала 4. 1. 2011. г. Приступљено 7. 8. 2013.
97. ↑  „One (Short version) | Metallica | Music Video”. MTV. Viacom Media Networks. Архивирано из оригинала 24. 10. 2014. г. Приступљено 2. 5. 2014.
98. ↑  „Enter Sandman | Metallica | Music Video”. MTV. Viacom Media Networks. Архивирано из оригинала 15. 07. 2014. г. Приступљено 2. 5. 2014.
99. ↑  Boylan, Rob (2. 8. 2013). „Short Film Friday: Short Films Masquerading as Music Videos Part II”. Orlando Weekly. Euclid Media Group. Архивирано из оригинала 1. 4. 2014. г. Приступљено 2. 5. 2014.
100. ↑  „Nothing Else Matters | Metallica | Music Video”. MTV. Viacom Media Networks. Архивирано из оригинала 08. 09. 2009. г. Приступљено 2. 5. 2014.
101. ↑  The Videos 1989–2004 (liner notes). Metallica. Warner Bros. Records. 2006. 38696-2.
102. ↑  „Until It Sleeps | Metallica | Music Video”. MTV. Viacom Media Networks. Архивирано из оригинала 15. 07. 2014. г. Приступљено 2. 5. 2014.
103. ↑  Devenish, Colin (16. 12. 1998). „Metallica/Prodigy Video Director Courts Controversy”. MTV News. Viacom Media Networks. Архивирано из оригинала 15. 07. 2014. г. Приступљено 2. 5. 2014.
104. ↑  Wiederhorn, Jon (17. 10. 2013). „Metallica Video Has 'Terminator 2' Star Facing Another Metal Beast”. MTV News. Viacom Media Networks. Архивирано из оригинала 15. 07. 2014. г. Приступљено 2. 5. 2014.
105. ↑  „The Day That Never Comes | Metallica | Music Video”. MTV. Viacom Media Networks. Архивирано из оригинала 06. 12. 2013. г. Приступљено 2. 5. 2014.
106. ↑  Roberts, Randall (14. 7. 2009). „It's Casual Video for "The New Los Angeles": Roboshobo Moves from Metallica to the Street”. LA Weekly. Voice Media Group. Архивирано из оригинала 14. 07. 2014. г. Приступљено 2. 5. 2014.
107. ↑  „Broken, Beat & Scarred”. Metallica. Архивирано из оригинала 18. 4. 2014. г. Приступљено 2. 5. 2014.
108. ↑  „Master of Puppets (Live)”. 20. 9. 2013. Архивирано из оригинала 18. 11. 2016. г. Приступљено 8. 3. 2014.
109. ↑  „Metallica Go Back to School and Give a Glimpse of the Making of the "Hardwired" Music Video”. 31. 8. 2016.
110. ↑  MetallicaTV (26. 9. 2016). „Metallica: Moth Into Flame (Official Music Video)” — преко YouTube.
111. ↑  MetallicaTV (31. 10. 2016). „Metallica: Atlas, Rise! (Official Music Video)” — преко YouTube.
112. ↑  „Metallica Rolling Out Videos for Every Song Off ‘Hardwired … To Self Destruct'; ‘Dream No More’ Out Now”.
113. ↑  MetallicaTV (16. 11. 2016). „Metallica: Dream No More (Official Music Video)” — преко YouTube.
114. ↑  „Metallica Reveal Traumatic 'Confusion' Video”.
115. ↑  MetallicaTV (16. 11. 2016). „Metallica: Confusion (Official Music Video)” — преко YouTube.
116. ↑  „Video Premiere: METALLICA's 'ManUNkind'”. 16. 11. 2016.
117. ↑  MetallicaTV (17. 11. 2016). „Metallica: ManUNkind (Official Music Video)” — преко YouTube.